# Tony Goldwyn
Anthony Howard Goldwyn (Los Angeles, 1960. május 20. –) amerikai színész, filmrendező, filmproducer, énekes és politikai aktivista.
Emlékezetesebb negatív főszerepei voltak a Ghost (1990) és Az utolsó szamuráj (2003) című filmekben. A Tarzan (1999) című Disney-filmben a címszereplő hangját kölcsönözte. Az utolsó ház balra című 2009-es horrorfilmben főszerepet játszott. A beavatott (2014) és A beavatott-sorozat: A lázadó (2015) című sci-fi filmekben Andrew Priort alakította.
Rendezőként jegyzi többek között A csábítás elmélete (2011) és Az utolsó csók (2006) című filmeket, továbbá olyan televíziós sorozatok epizódjait, mint az L, A Grace klinika vagy a Dexter.
Az ABC Botrány című politikai thriller sorozatában 2012–2018 között Fitzgerald Grant III fiktív amerikai elnököt formálta meg.

## Fiatalkora és családja
Los Angelesben született, Jennifer Howard színésznő és Samuel Goldwyn Jr. filmproducer fiaként. Apai nagyszülei a varsói lengyel zsidó bevándorló Samuel Goldwyn mogul és a nebraskai származású Frances Howard színésznő, anyai nagyszülei Sidney Howard drámaíró és Clare Eames színésznő voltak. Egyik anyai ükapja William Thomas Hamilton marylandi kormányzó és szenátor volt.
A New York-i Clintonban lévő Hamilton College-ban, a Massachusetts állambeli Walthamban található Brandeis Egyetemen (ahol Bachelor of Fine Arts diplomát szerzett), valamint a Londoni Zene- és Színházművészeti Akadémián tanult. Emellett színészetet tanult a New York-i HB Studio-ban.

## Pályafutása
Miután elhagyta a színművészeti iskolát, a nyolcvanas évek közepén vendégszerepeket vállalt. Az áttörést a Ghost című film hozta meg számára, amelyben a Patrick Swayze által megformált főszereplő, Sam Wheat barátját és későbbi árulóját alakította. Alakításáért Szaturnusz-díj jelölést kapott legjobb férfi mellékszereplő kategóriában.

## Magánélete
1987-ben vette feleségül Jane Michelle Musky díszlettervezőt. Két lányuk született, Anna és Tess. Goldwyn testvére, John a Paramount Pictures korábbi vezetője és a Dexter vezető producere. Másik testvére, Peter szintén filmproducer, a Samuel Goldwyn Films elnöke. A Kreatív Koalíció korábbi elnökeként Goldwyn a művészeti érdekvédelemben is aktívan részt vesz. Az AmeriCares Alapítvány szóvivője.
Lelkes támogatója volt Hillary Clintonnak, és 2016-ban egy reklámfilmet rendezett, amelyben a Botrány társszereplője, Kerry Washington, valamint Viola Davis, Ellen Pompeo és Shonda Rhimes is szerepelt, hogy támogassák Clinton elnökválasztási kampányát. Goldwyn a The Innocence Project nonprofit szervezet nagyköveteként is tevékenykedik, amely a jogtalanul elítéltek felmentéséért és a büntető igazságszolgáltatási rendszer átalakításáért működik, valamint a Motion Picture & Television Fund (MPTF) kormányzótanácsának tagja.

## Filmográfia

### Film

#### Színész
| Év   | Magyar cím                             | Eredeti cím                                         | Szerep                     | Magyar hang            |
| ---- | -------------------------------------- | --------------------------------------------------- | -------------------------- | ---------------------- |
| 1986 | Péntek 13. – VI. rész: Jason él        | Friday the 13th Part VI: Jason Lives                | Darren                     | Csőre Gábor            |
| 1987 | Gaby – Egy csodálatos élet             | Gaby: A True Story                                  | David                      |                        |
| 1990 | Ghost                                  | Ghost                                               | Carl Bruner                | Rékasi Károly          |
| 1992 | Kuffs, a zűrös zsaru                   | Kuffs                                               | Ted Bukovsky               | Kassai Károly          |
| 1992 | Kuffs, a zűrös zsaru                   | Kuffs                                               | Ted Bukovsky               | Király Attila          |
| 1992 | Vérvörös rúzsnyomok                    | Traces of Red                                       | Steve Frayn                | Schnell Ádám           |
| 1992 | Vérvörös rúzsnyomok                    | Traces of Red                                       | Steve Frayn                | Markovics Tamás        |
| 1993 | A Pelikán ügyirat                      | The Pelican Brief                                   | Fletcher Coal              | Holl Nándor            |
| 1994 | Az utolsó tetoválás                    | The Last Tattoo                                     | Michael Starwood százados  |                        |
| 1995 | Az utolsó üzenet                       | The Last Word                                       | Stan                       |                        |
| 1995 | Nixon                                  | Nixon                                               | Harold Nixon               | Bozsó Péter            |
| 1995 | Vakmerő                                | Reckless                                            | Tom                        |                        |
| 1995 | Pocahontas – A legenda                 | Pocahontas: The Legend                              | Sir Edwin Wingfield        | Németh Gábor           |
| 1996 | A tűz melege                           | The Substance of Fire                               | Aaron Geldhart             | Sinkovits-Vitay András |
| 1997 |                                        | Trouble on the Corner                               | Jeff Stewart               |                        |
| 1997 | A gyűjtő                               | Kiss the Girls                                      | Dr. William 'Will' Rudolph | Fazekas István         |
| 1998 |                                        | The Lesser Evil                                     | Frank O'Brian              |                        |
| 1999 | Tarzan                                 | Tarzan                                              | Tarzan (hangja)            | Reisenbüchler Sándor   |
| 2000 | A hatodik napon                        | The 6th Day                                         | Michael Drucker            | Rékasi Károly          |
| 2001 | Amerikai rapszódia                     | An American Rhapsody                                | Peter Sandor               | Haás Vander Péter      |
| 2001 | Szívörvény                             | Bounce                                              | Greg Janello               | Kőszegi Ákos           |
| 2002 | Elhagyatva                             | Abandon                                             | Dr. David Schaffer         |                        |
| 2002 | Joshua                                 | Joshua                                              | Joshua                     | Csankó Zoltán          |
| 2003 | Az utolsó szamuráj                     | The Last Samurai                                    | Bagley ezredes             | Nagy Ervin             |
| 2003 |                                        | Ash Tuesday                                         | Elliott                    |                        |
| 2005 |                                        | The Godfather of Green Bay                          | Big Jake Norquist          |                        |
| 2005 | Amerikai fegyver                       | American Gun                                        | Frank                      | Juhász Zoltán          |
| 2005 | Románc és cigaretta                    | Romance and Cigarettes                              | Kitty első szerelme        |                        |
| 2005 | A három nővér                          | The Sisters                                         | Vincent Antonelli          | Schnell Ádám           |
| 2005 |                                        | Ghosts never Sleep                                  | Jared Dolan                |                        |
| 2009 |                                        | Poliwood (dokumentumfilm)                           | önmaga                     |                        |
| 2009 | Az utolsó ház balra                    | The Last House on the Left                          | John Collingwood           | Kárpáti Levente        |
| 2011 | A mestergyilkos                        | The Mechanic                                        | Dean Sanderson             | Czvetkó Sándor         |
| 2014 | A beavatott                            | Divergent                                           | Andrew Prior               | Forgács Péter          |
| 2015 | A beavatott-sorozat: A lázadó          | The Divergent Series: Insurgent                     | Andrew Prior               | Presits Tamás          |
| 2016 | A Belko-kísérlet                       | The Belko Experiment                                | Barry Norris               | Kálid Artúr            |
| 2017 |                                        | All I Wish                                          | Adam                       |                        |
| 2017 | Mélytorok: A Watergate-sztori          | Mark Felt: The Man Who Brought Down the White House | Edward S. Miller           | Mertz Tibor            |
| 2021 | Richard király                         | King Richard                                        | Paul Cohen                 | Schnell Ádám           |
| 2022 | Emberek, akiket gyűlölünk az esküvőkön | The People We Hate at the Wedding                   | Dr. Goulding               |                        |
| 2023 | A gép                                  | Plane                                               | Scarsdale                  | Schnell Ádám           |
| 2023 | Gyagyás gyilkosság 2.                  | Murder Mystery 2                                    | Silverfox                  |                        |
| 2023 | Oppenheimer                            | Oppenheimer                                         | Gordon Gray                | Simon Kornél           |
| 2023 | Ezra                                   | Ezra                                                | Bruce                      | Horváth-Töreki Gergely |

#### Rendező és producer

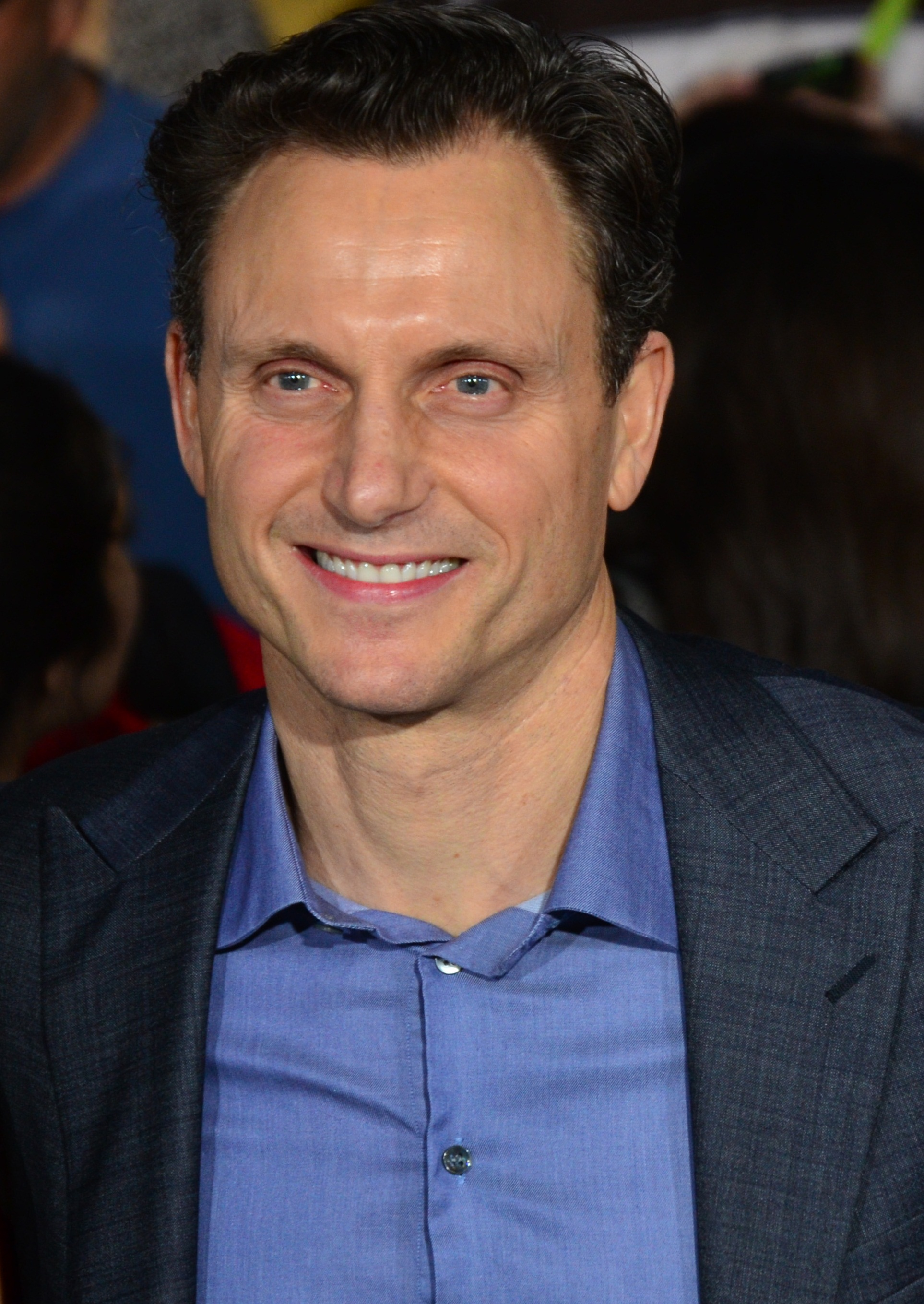
2014 márciusában A beavatott premierjén

| Év   | Magyar cím          | Eredeti cím        | Feladatkör | Feladatkör |
| Év   | Magyar cím          | Eredeti cím        | Rendező    | Producer   |
| ---- | ------------------- | ------------------ | ---------- | ---------- |
| 1999 | Séta a Holdon       | A Walk on the Moon | Igen       | Igen       |
| 2001 | A csábítás elmélete | Someone like You   | Igen       | Nem        |
| 2006 | Az utolsó csók      | The Last Kiss      | Igen       | Nem        |
| 2010 | Meggyőződés         | Conviction         | Igen       | Igen       |
| 2023 | Ezra                | Ezra               | Igen       | Igen       |

### Televízió

#### Színész
| Év        | Magyar cím                                 | Eredeti cím                  | Szerep                      | Megjegyzések                                |
| --------- | ------------------------------------------ | ---------------------------- | --------------------------- | ------------------------------------------- |
| 1987      | Egy kórház magánélete                      | St. Elsewhere                | Henry                       | 1 epizód                                    |
| 1987      |                                            | Matlock                      | Dr. Mark Campion            | 1 epizód                                    |
| 1987      |                                            | CBS Summer Playhouse         | Paul                        | 1 epizód                                    |
| 1987      |                                            | Designing Women              | Kendall                     | 1 epizód                                    |
| 1988      |                                            | L.A. Law                     | Chris Arnett                | 1 epizód                                    |
| 1988      |                                            | Hunter                       | Byron                       | 1 epizód                                    |
| 1988      |                                            | Favorite Son                 | ismeretlen szerep           | minisorozat                                 |
| 1988      |                                            | Murphy Brown                 | Bobby Powell                | 1 epizód                                    |
| 1989      |                                            | Dark Holiday                 | Ken Horton                  | tévéfilm                                    |
| 1991      | Mesék a kriptából                          | Tales from the Crypt         | Dr. Carl Fairbanks          | 1 epizód                                    |
| 1991      | Irán: A krízis napjai                      | L'Amérique en otage          | Jody Powell                 | tévéfilm                                    |
| 1992      |                                            | The Last Mile                | ismeretlen szerep           | rövidfilm                                   |
| 1993      |                                            | Taking the Heat              | Michael                     | tévéfilm                                    |
| 1993      |                                            | Love Matters                 | Geoffrey                    | tévéfilm                                    |
| 1994      | A szuperágyú                               | Doomsday Gun                 | Donald Duvall               | - tévéfilm - magyar hangja: - Megyeri János |
| 1995      |                                            | Under Fire                   | James Warren                | próbaepizód                                 |
| 1995      |                                            | A Woman of Independent Means | Robert Steed                | minisorozat                                 |
| 1995      | Truman                                     | Truman                       | Clark Clifford              | tévéfilm                                    |
| 1996      |                                            | The Boys Next Door           | Jack Palmer                 | tévéfilm                                    |
| 1997      |                                            | The Song of the Lark         | Fred Ottenburg              | rövidfilm                                   |
| 1998      | A végtelen szerelmesei – Az Apolló-program | From the Earth to the Moon   | Neil Armstrong              | minisorozat (2 epizód)                      |
| 2001      | Frasier – A dumagép                        | Frasier                      | Roger                       | 1 epizód                                    |
| 2001      |                                            | American Masters             | önmaga                      | dokumentumsorozat (1 epizód)                |
| 2004      | Nyomtalanul                                | Without a Trace              | Greg Knowles / Rick Knowles | 2 epizód                                    |
| 2004–2005 | L                                          | The L Word                   | Burr Connor                 | 2 epizód                                    |
| 2006      | Dexter                                     | Dexter                       | Dr. Emmett Meridian         | 1 epizód                                    |
| 2007–2008 | Esküdt ellenségek: Bűnös szándék           | Law & Order: Criminal Intent | Frank Goren                 | 4 epizód                                    |
| 2009      | A férjem védelmében                        | The Good Wife                | Henry Baxter bíró           | 1 epizód                                    |
| 2011      | Haláli testcsere                           | Drop Dead Diva               | Alan Roberts                | 1 epizód                                    |
| 2012      |                                            | The Unknown                  | Bill Watson                 | 1 epizód                                    |
| 2012–2018 | Botrány                                    | Scandal                      | Fitzgerald Grant III elnök  | főszereplő (124 epizód)                     |
| 2014      | A hazug próféta                            | Outlaw Prophet               | Warren Jeffs                | tévéfilm                                    |
| 2019      | Kamrák                                     | Chambers                     | Ben Lefevre                 | főszereplő (9 epizód)                       |
| 2019      |                                            | Blue Sky Metropolis          | narrátor                    | minisorozat (4 epizód)                      |
| 2020      | Lovecraft Country                          | Lovecraft Country            | Samuel Braithwhite          | - 1 epizód - magyar hangja: - Seress Zoltán |
| 2021      | Halálzóna                                  | The Hot Zone: Anthrax        | Bruce Edwards Ivins         | 6 epizód                                    |
| 2024      | Esküdt ellenségek                          | Law & Order                  | Nicholas Baxter             | főszereplő                                  |
| 2024      | Hacks – A pénz beszél                      | Hacks                        | Bob Lipka                   | 1 epizód                                    |

#### Rendező
| Év        | Magyar cím                 | Eredeti cím      | Megjegyzések                                                                       |
| --------- | -------------------------- | ---------------- | ---------------------------------------------------------------------------------- |
| 2004      | Nyomtalanul                | Without a Trace  | 1 epizód                                                                           |
| 2004–2005 | L                          | The L Word       | 3 epizód                                                                           |
| 2006      | A Grace klinika            | Grey's Anatomy   | 2 epizód                                                                           |
| 2006      | Esküdt ellenségek          | Law & Order      | 1 epizód                                                                           |
| 2006–2007 | Dexter                     | Dexter           | 4 epizód                                                                           |
| 2007      | Doktor Addison             | Private Practice | 1 epizód                                                                           |
| 2007      | A hatodik kapocs           | Six Degrees      | 1 epizód                                                                           |
| 2007      | Váltságdíj                 | Kidnapped        | 1 epizód                                                                           |
| 2007      |                            | Alibi            | tévéfilm                                                                           |
| 2007      | Édes, drága titkaink       | Dirty Sexy Money | 1 epizód                                                                           |
| 2010      | A hatalom hálójában        | Damages          | 1 epizód                                                                           |
| 2010–2012 | A törvény embere           | Justified        | 3 epizód                                                                           |
| 2011      | Trinity kórház             | Hawthorne        | 1 epizód                                                                           |
| 2012      |                            | Philly Lawyer    | tévéfilm (forgatókönyvíró)                                                         |
| 2012–2018 | Botrány                    | Scandal          | 9 epizód                                                                           |
| 2014      | The Divide – Az ítélet ára | The Divide       | - sorozat megalkotója (8 epizód) - rendező (2 epizód) - vezető producer (3 epizód) |
| 2019      | Kamrák                     | Chambers         | 1 epizód                                                                           |

## Fordítás
- Ez a szócikk részben vagy egészben  a   Tony Goldwyn című angol Wikipédia-szócikk fordításán alapul.  Az eredeti cikk szerkesztőit annak laptörténete sorolja fel. Ez a jelzés csupán a megfogalmazás eredetét és a szerzői jogokat jelzi, nem szolgál a cikkben szereplő információk forrásmegjelöléseként.